# День сектора Газа (Иран)
День сектора Газа (перс. روز غزه‎) — иранская памятная дата, ежегодно отмечаемая 19 января (29 дея по иранскому календарю).

## История
19 января 2009 года Меджлис включил День сектора Газа в список праздников и памятных дней Ирана. За два дня до этого — 17 января 2009 года — сектор Газа был официально признан Меджлисом «символом мужества и стойкости мусульман». Газа рассматривается властями Ирана как «форпост мусульман на линии фронта борьбы с Израилем».
Описанные выше действия Меджлиса произошли на следующий день после операции «Литой свинец», которая проводилась вооружёнными силами Израиля в период с 27 декабря 2008 года по 18 января 2009 года. Согласно официальному заявлению министерства иностранных дел Израиля, проведение операции «Литой свинец» было реакцией Израиля на продолжающиеся ракетные обстрелы ХАМАС из сектора Газа.